# NGC 4588
NGC 4588 је спирална галаксија у сазвежђу Девица која се налази на NGC листи објеката дубоког неба.
Деклинација објекта је + 6° 46' 3" а ректасцензија 12h 38m 45,4s. Привидна величина (магнитуда) објекта NGC 4588 износи 14,2 а фотографска магнитуда 14,9. Налази се на удаљености од 69,940 милиона парсека од Сунца. NGC 4588 је још познат и под ознакама UGC 7810, MCG 1-32-124, CGCG 42-189, VCC 1772, PGC 42277.